# Trachelas panamanus
Trachelas panamanus là một loài nhện trong họ Trachelidae.
Loài này thuộc chi Trachelas. Trachelas panamanus được Arthur Merton Chickering miêu tả năm 1937.